# Bourgbarré
Bourgbarré (en bretó Bourvarred, en gal·ló Bórg-Baraé) és un municipi francès, situat a la regió de Bretanya, al departament d'Ille i Vilaine. L'any 2006 tenia 2.999 habitants.

## Demografia
| 1962                                       | 1968 | 1975 | 1982 | 1990 | 1999 | 2001 | 2003 | 2006 |
| ------------------------------------------ | ---- | ---- | ---- | ---- | ---- | ---- | ---- | ---- |
| 819                                        | 855  | 1139 | 1709 | 2004 | 2346 | 2639 | 2746 | 2999 |
| Des de 1962: població sense dobles comptes |      |      |      |      |      |      |      |      |

## Administració
| Període | Identitat     | Partit |
| ------- | ------------- | ------ |
| 2001-   | Didier Nouyou |        |